# Certificat illimité 100 %
 (avril 2023).
 (avril 2023).
La mise en forme du texte ne suit pas les recommandations de Wikipédia : il faut le « wikifier ».
Les points d'amélioration suivants sont les cas les plus fréquents. Le détail des points à revoir est peut-être précisé sur la page de discussion.
- Les titres sont pré-formatés par le logiciel. Ils ne sont ni en capitales, ni en gras.
- Le texte ne doit pas être écrit en capitales (les noms de famille non plus), ni en gras, ni en italique, ni en « petit »…
- Le gras n'est utilisé que pour surligner le titre de l'article dans l'introduction, une seule fois.
- L'italique est rarement utilisé : mots en langue étrangère, titres d'œuvres, noms de bateaux, etc.
- Les citations ne sont pas en italique mais en corps de texte normal. Elles sont entourées par des guillemets français : « et ».
- Les listes à puces sont à éviter, des paragraphes rédigés étant largement préférés. Les tableaux sont à réserver à la présentation de données structurées (résultats, etc.).
- Les appels de note de bas de page (petits chiffres en exposant, introduits par l'outil «  Source ») sont à placer entre la fin de phrase et le point final[comme ça].
- Les liens internes (vers d'autres articles de Wikipédia) sont à choisir avec parcimonie. Créez des liens vers des articles approfondissant le sujet. Les termes génériques sans rapport avec le sujet sont à éviter, ainsi que les répétitions de liens vers un même terme.
- Les liens externes sont à placer uniquement dans une section « Liens externes », à la fin de l'article. Ces liens sont à choisir avec parcimonie suivant les règles définies. Si un lien sert de source à l'article, son insertion dans le texte est à faire par les notes de bas de page.
- La présentation des références doit suivre les conventions bibliographiques. Il est recommandé d'utiliser les modèles {{Ouvrage}}, {{Chapitre}}, {{Article}}, {{Lien web}} et/ou {{Bibliographie}}. Le mode d'édition visuel peut mettre en forme automatiquement les références.
- Insérer une infobox (cadre d'informations à droite) n'est pas obligatoire pour parachever la mise en page.

Pour une aide détaillée, merci de consulter Aide:Wikification.
Si vous pensez que ces points ont été résolus, vous pouvez retirer ce bandeau et améliorer la mise en forme d'un autre article.
Les « certificats illimités 100 % » ou « certificats 100 % » sont des produits de Bourse de la famille des produits d’indexation. Ils répliquent la performance du sous-jacent, ni plus ni moins.

## Quel est l’intérêt des certificats illimités 100%?
Ces produits permettent à l’investisseur de répliquer parfaitement la performance quotidienne du sous-jacent et n’ont pas de maturité. Émis principalement sur des sous-jacents tels que les indices regroupant des valeurs par capitalisation ou par thème, ils permettent aux investisseurs de diversifier leur portefeuille à moindre coût, en achetant tout l’indice via un seul produit.

## Historique des certificats illimités 100%
Les premiers certificats 100 % ont été émis en 1998 en Suède et en Allemagne sur l’Eurostoxx 50. L’année suivante, le premier Certificat français a été émis en Bourse de Paris sur le CAC 40 par Société Générale. Aujourd’hui l’offre des Certificats 100 % est assez variée et englobe des sous-jacents tels que les indices internationaux, les matières premières mais aussi des paniers thématiques et stratégiques.

## Fonctionnement d’un certificat 100%
Le Certificat 100 % réplique simplement la performance du sous-jacent.
Il existe des Certificats 100 % quanto : émis sur des sous-jacent qui cotent dans une devise différente de l’euro, les variations du prix du produit dépendent uniquement des variations du sous-jacent et sont couvertes contre celles du taux de change.

## Exemple
Considérons un certificat illimité 100 % sur le CAC 40 de parité 100. Si le CAC 40 se situe à 3570 points, le prix du Certificat 100 % CAC 40 sera d’environ 35,70 €. 
Si en fin de séance le CAC 40 clôture à 3600 points, le Certificat 100 % CAC 40 affichera un prix d’environ 36€. Il aura suivi la même variation du sous-jacent. 
Si par contre le CAC 40 clôture en baisse de 8 % à 3284,4 points, le produit aura un prix d’environ 32,84€.

## Structuration et évolution des prix des certificats 100%
Le prix des certificats 100 % évoluent étroitement avec les variations subies par le sous-jacent. Il est important de considérer les variations du taux de change pour les Certificats non quanto émis sur des sous-jacent qui cotent dans des devises différentes de l’euro.
Les Certificats 100 % se structurent simplement comme l’achat ou la vente à découvert d’une unité de l’actif sous-jacent, selon qu’ils répliquent la hausse ou la baisse du sous-jacent. 

## Quelle est la fiscalité en France des certificats 100%?
Les certificats 100 %  ne sont pas éligibles au PEA. La fiscalité applicable aux Certificats 100 % est assimilée aux opérations réalisées sur les valeurs mobilières. Les profits nets sont taxés en 2012 au taux de 34,5 % (19 % + 15,5 % de prélèvements sociaux) et sont imposables dès le premier euro, sans seuil de cession. Les pertes nettes d’une année réalisées sur les certificats illimités 100 % peuvent s’imputer sur des plus-values de même nature, pendant les 10 années suivant ces pertes.